# Dublje (gmina Bogatić)
Dublje (cyr. Дубље) – wieś w Serbii, w okręgu maczwańskim, w gminie Bogatić. W 2011 roku liczyła 2900 mieszkańców.